# Patrick Sweeney
Patrick John Sweeney (ur. 12 sierpnia 1952 w Londynie) – brytyjski wioślarz (sternik), dwukrotny medalista olimpijski i czterokrotny medalista mistrzostw świata.

## Kariera
Wystąpił na igrzyskach olimpijskich w Monachium w 1972, zajmując dziesiąte miejsce w czwórkach ze sternikiem. Na rozgrywanych cztery lata później igrzyskach olimpijskich w Montrealu startował w ósemkach. Osada Wielkiej Brytanii w składzie: Richard Lester, John Yallop, Tim Crooks, Hugh Matheson, David Maxwell, Jim Clark, Fred Smallbone, Lenny Robertson i Patrick Sweeney zdobyła srebrny medal, plasując się o 2,53 sekundy za osadą NRD i o 2,69 sekundy przed osadą Nowej Zelandii. Brał też udział w igrzyskach olimpijskich w Seulu w 1988, gdzie wspólnie z Andym Holmesem i Stevenem Redgrave'em zdobył brązowy medal w dwójkach ze sternikiem. W finale o 3,16 sekundy wyprzedzili ich Włosi, a o 1,32 sekundy szybsza była osada NRD. 
W ósemkach zdobył również srebrny medal na mistrzostwach świata w Lucernie (1974). Następnie wywalczył złoto w ósemkach wagi lekkiej na mistrzostwach świata w Amsterdamie (1977). Ponadto wspólnie z Holmesem i Redgrave'em zdobył złoto w dwójkach ze sternikiem na mistrzostwach świata w Nottingham (1986) oraz srebro na mistrzostwach świata w Kopenhadze (1987).
Po zakończeniu kariery pracował jako trener wioślarstwa. Oprócz Wielkiej Brytanii pracował między innymi w Belgii oraz na Kansas State University w USA. 